# Rəşid Məmmədəliyev
Rəşid Məmmədəliyev (también escrito como Rashid Mammadaliyev; 21 de abril de 2000) es un deportista azerbaiyano que compite en judo. Ganó una medalla de bronce en el Campeonato Europeo de Judo de 2025, en la categoría de –73 kg.

## Palmarés internacional
| Campeonato Europeo | Campeonato Europeo     | Campeonato Europeo | Campeonato Europeo |
| Año                | Lugar                  | Medalla            | Categoría          |
| ------------------ | ---------------------- | ------------------ | ------------------ |
| 2025               | Podgorica (Montenegro) | Medalla de bronce  | –73 kg             |